# Relhania acerosa
Relhania acerosa là một loài thực vật có hoa trong họ Cúc. Loài này được (DC.) K.Bremer miêu tả khoa học đầu tiên.